# Amydraulax
Amydraulax är ett släkte av steklar. Amydraulax ingår i familjen brokparasitsteklar.
Kladogram enligt Catalogue of Life:
| Amydraulax | \| \| Amydraulax mexicana \| \| \| \| \| \| Amydraulax pulchra \| \| \| \| |
|            | \| \| Amydraulax mexicana \| \| \| \| \| \| Amydraulax pulchra \| \| \| \| |
|            | Amydraulax mexicana                                                        |
|            |                                                                            |
|            | Amydraulax pulchra                                                         |
|            |                                                                            |